# میلوان جیلاس
میلوان جیلاس (به انگلیسی: Milovan Djilas; سیریلیک صربی: Милован Ђилас؛ تلفظ [mîlɔʋan dʑîla:s]؛ ۴ ژوئن یا ۱۲ ژوئن ۱۹۱۱ – ۲۰ مارس ۱۹۹۵) یک سیاستمدار، نظریه‌پرداز و نویسنده در یوگسلاوی کمونیست بود. او یکی از چهره‌های کلیدی در جنبش پارتیزانی یوگسلاوی در طول جنگ جهانی دوم و نیز دولت پس از جنگ و عضو بلندپایه حزب کمونیست یوگسلاوی بود. جیلاس خود را یک سوسیالیست دموکراتیک می‌دانست و به یکی از شناخته شده‌ترین و برجسته‌ترین مخالفان در یوگسلاوی سابق و کل بلوک شرق تبدیل شد.
اهمیت وی تا آنجا بود که به نظر بسیاری، او جانشین مارشال تیتو در یوگسلاوی به حساب می‌آمد، با این حال انتقادات وی از سیاست‌های کمونیست‌ها، باعث شد که مورد غضب مقامات کمونیست قرار بگیرد و حتی به زندان افتاد.
میلوان جیلاس نخستین کسی بود که به‌گونه‌ای منسجم به بررسی صاحب‌امتیازان تازه در نظام‌های کمونیستی پرداخت. او در سال ۱۹۵۷ با انتشار کتاب «طبقه جدید: تحلیلی از نظام کمونیستی» به شهرت رسید. جیلاس همه مراحل قدرت را در حزب کمونیست یوگسلاوی طی کرده و برای بررسی دقیق پدیده «مدیران» در جامعه سوسیالیستی از تجربه و اهرم‌های لازم فکری برخوردار بود. نظریه او را در این زمینه می‌توان چنین خلاصه کرد: در پی پیروزی انقلاب سوسیالیستی، دستگاه رهبری حزب کمونیست به یک طبقه جدید رهبری بدل می‌شود، دیوان‌سالاری دولتی را تصاحب می‌کند و از راه ملی کردن، کنترل همه دستگاه‌های تولیدی را در دست می‌گیرد.
در ایران از میلوان جیلاس علاوه بر طبقه جدید: تحلیلی از نظام کمونیستی، کتاب «گفتگو با استالین» با ترجمه عنایت‌الله رضا توسط انتشارات نوین در سال ۱۳۶۳ منتشر شده است. وی در این کتاب به گفتگوی خود با استالین می‌پردازد و در این کتاب حقایق دهشناکی را فاش می‌کند که پرده از بیرحمی استالین برمی‌دارد و ضمناً آگاهی فوق‌العاده‌ای از مسائل پشت پرده دنیای سیاست به خواننده می‌دهد.